# Gujarat Swarajya Sangh
Guyarat Swarajya Sangh es una organización no violenta que pretende establecer un estado soberano y libre en Guyarat (un Estado de India) con los objetivos de liberación económica, cultural y lingüística (idioma guyaratí) por medios no violentos al estilo de Gandhi (que era precisamente guyaratí).
La creación del Mahaguyarat (Gran Guyarat) establecería el país dentro de sus límites históricos.
Sostienen que dentro de Guyarat, se debe imponer la cultura guyaratí a todos los grupos no guyaratís (bráhmanas, musulmanes, cristianos, marathís y dalits).
Pretende forzar con acciones no violentas un referéndum para el establecimiento de Mahugujarat.
- Datos: Q5691168